# Никулин, Юрий Петрович
Ю́рий Петро́вич Нику́лин (8 января 1931, Москва — 1988, Ленинград) — советский легкоатлет, специалист по метанию молота. Выступал за сборную СССР по лёгкой атлетике в 1958—1964 годах, призёр первенств всесоюзного значения, участник двух летних Олимпийских игр. Мастер спорта СССР (1956). Тренер и преподаватель. Отец легкоатлета Игоря Никулина.

## Биография
Родился 8 января 1931 года в Москве.
Занимался лёгкой атлетикой под руководством заслуженного тренера СССР Евгения Михайловича Лутковского. Представлял Советскую Армию — СКА (Ленинград), ЦСК МО и ЦСКА (Москва). В 1955 году окончил Военный институт физической культуры.
Впервые заявил о себе на взрослом всесоюзном уровне в сезоне 1958 года, когда с результатом 63,73 метра выиграл бронзовую медаль в метании молота на чемпионате СССР в Таллине — уступил здесь только Михаилу Кривоносову и Анатолию Самоцветову. С этого момента постоянно входил в сборную страны по лёгкой атлетике.
Чемпион Спартакиады дружественных армий 1958.
Благодаря череде удачных выступлений удостоился права защищать честь страны на летних Олимпийских играх 1960 года в Риме — в финале метнул молот на 63,10 метра, закрыв десятку сильнейших.
В 1964 году стал серебряным призёром чемпионата СССР в Киеве (66,75), пропустив вперёд московского динамовца Юрия Бакаринова. Принимал участие в Олимпийских играх в Токио — на сей раз показал результат 67,69 метра, расположившись в итоговом протоколе соревнований на четвёртой строке.
В 1965 году удостоен почётного звания «Мастер спорта СССР международного класса».
В 1969 году с личным рекордом 69,02 взял бронзу на чемпионате СССР в Киеве — оказался позади Анатолия Бондарчука и Ромуальда Клима.
Проявил себя в ветеранском спорте, в мае 1972 года на соревнованиях в Москве установил мировой рекорд в метании молота среди спортсменов 40-45 лет — 68,42 метра.
По завершении активной спортивной карьеры в 1969—1978 годах преподавал в Военном институте физической культуры. Заслуженный тренер РСФСР (1983).
Его сын Игорь Никулин тоже стал успешным метателем молота, трёхкратный чемпион СССР, бронзовый призёр Олимпийских игр.
Умер в 1988 году в Ленинграде. Похоронен на Южном кладбище.